# Cyperus lhotskyanus
Cyperus lhotskyanus är en halvgräsart som beskrevs av Günther von Mannagetta und Lërchenau Beck. Cyperus lhotskyanus ingår i släktet papyrusar, och familjen halvgräs. Inga underarter finns listade i Catalogue of Life.